# ×Aegilotriticum erebunii
×Aegilotriticum erebunii là một loài thực vật có hoa trong họ Hòa thảo. Loài này được (Gandilyan) van Slageren miêu tả khoa học đầu tiên năm 1994.